# Preserje pri Zlatem Polju
Preserje pri Zlatem Polju so naselje v Občini Lukovica.